# Wolfgang Willem van Palts-Neuburg
Wolfgang Willem van Palts-Neuburg (Neuburg, 4 november 1578 - Düsseldorf, 20 maart 1653) was een zoon van Filips Lodewijk van Palts-Neuburg (1547-1614) en Anna van Kleef (1562-1632), een dochter van Willem V van Kleef.  

## Biografie
Hij zette zijn erfaanspraken op Gulik en Berg door en werd zo de eerste vorst van de Palts die over Gulik-Berg heerste. Door zijn overstap naar het katholicisme in 1613 en zijn neutraliteitspolitiek hield hij tijdens de Dertigjarige Oorlog zijn gebieden grotendeels uit het oorlogsgeweld. Desondanks bezette hij in 1627 het kleine vorstendom Palts-Hilpoltstein van zijn broer Johan Frederik die luthers was gebleven. Hij was eigenaar van het kasteel van Wijnendale. 
Wolfgang Willem huwde:
- Magdalena (1587-1628), dochter van Willem V van Beieren, moeder van Filips Willem van de Palts, in 1613
- Catharina, dochter van Johan II van Palts-Zweibrücken, moeder van paltsgraaf Ferdinand van Palts-Neuburg en Eleonora, paltsgravin van Palts-Neuburg, in 1631
- Maria Francisca van Fürstenberg-Heiligenberg, in 1651

Wolfgang Willem ligt in de Sint-Andreaskerk van het dominicanerklooster in Düsseldorf, behalve zijn hart, dat is begraven bij Magdalena van Beieren, zijn eerste vrouw, in de Hofkerk van Neuburg aan de Donau.

## Voorouders
| Overgrootouders | Lodewijk II van Palts-Zweibrücken (1502-1532) ∞ Elisabeth van Hessen (1503-1563) | Lodewijk II van Palts-Zweibrücken (1502-1532) ∞ Elisabeth van Hessen (1503-1563) | Filips I van Hessen (1504-1567) ∞ Christine van Saksen (1505-1549)              | Filips I van Hessen (1504-1567) ∞ Christine van Saksen (1505-1549)              | Johan III van Kleef (1490-1539) ∞ Maria van Gullik (1491-1543)                  | Johan III van Kleef (1490-1539) ∞ Maria van Gullik (1491-1543)                  | Keizer Ferdinand I (1503-1564) ∞ 1521 Anna van Bohemen en Hongarije (1503–1547) | Keizer Ferdinand I (1503-1564) ∞ 1521 Anna van Bohemen en Hongarije (1503–1547) | Keizer Ferdinand I (1503-1564) ∞ 1521 Anna van Bohemen en Hongarije (1503–1547) | Keizer Ferdinand I (1503-1564) ∞ 1521 Anna van Bohemen en Hongarije (1503–1547) |
| Grootouders     | Wolfgang van Palts-Zweibrücken (1526-1569) ∞ Anna van Hessen (14529-1591)        | Wolfgang van Palts-Zweibrücken (1526-1569) ∞ Anna van Hessen (14529-1591)        | Wolfgang van Palts-Zweibrücken (1526-1569) ∞ Anna van Hessen (14529-1591)       | Wolfgang van Palts-Zweibrücken (1526-1569) ∞ Anna van Hessen (14529-1591)       | Willem V van Kleef (1516-1592) ∞ Maria van Oostenrijk (1531-1581)               | Willem V van Kleef (1516-1592) ∞ Maria van Oostenrijk (1531-1581)               | Willem V van Kleef (1516-1592) ∞ Maria van Oostenrijk (1531-1581)               | Willem V van Kleef (1516-1592) ∞ Maria van Oostenrijk (1531-1581)               |                                                                                 |                                                                                 |
| Ouders          | Filips Lodewijk van Palts-Neuburg (1547-1614) ∞ 1451 Anna van Kleef (1552-1632)  | Filips Lodewijk van Palts-Neuburg (1547-1614) ∞ 1451 Anna van Kleef (1552-1632)  | Filips Lodewijk van Palts-Neuburg (1547-1614) ∞ 1451 Anna van Kleef (1552-1632) | Filips Lodewijk van Palts-Neuburg (1547-1614) ∞ 1451 Anna van Kleef (1552-1632) | Filips Lodewijk van Palts-Neuburg (1547-1614) ∞ 1451 Anna van Kleef (1552-1632) | Filips Lodewijk van Palts-Neuburg (1547-1614) ∞ 1451 Anna van Kleef (1552-1632) | Filips Lodewijk van Palts-Neuburg (1547-1614) ∞ 1451 Anna van Kleef (1552-1632) | Filips Lodewijk van Palts-Neuburg (1547-1614) ∞ 1451 Anna van Kleef (1552-1632) |                                                                                 |                                                                                 |